# Serguei Chujrai
Serguei Chujrai –en ruso, Сергей Чухрай– (Belogorsk, URSS, 31 de mayo de 1955) es un deportista soviético que compitió en piragüismo en la modalidad de aguas tranquilas. 
Participó en dos Juegos Olímpicos de Verano en los años 1976 y 1980, obteniendo un total de tres medallas de oro, una en Montreal 1976 y dos en Moscú 1980. Ganó nueve medallas en el Campeonato Mundial de Piragüismo entre los años 1974 y 1983.

## Palmarés internacional
| Juegos Olímpicos   | Juegos Olímpicos          | Juegos Olímpicos  | Juegos Olímpicos |
| Año                | Lugar                     | Medalla           | Evento           |
| ------------------ | ------------------------- | ----------------- | ---------------- |
| 1976               | Montreal (Canadá)         | Medalla de oro    | K4 1000 m        |
| 1980               | Moscú (URSS)              | Medalla de oro    | K2 500 m         |
| 1980               | Moscú (URSS)              | Medalla de oro    | K2 1000 m        |
| Campeonato Mundial |                           |                   |                  |
| Año                | Lugar                     | Medalla           | Evento           |
| 1974               | Ciudad de México (México) | Medalla de plata  | K1 4 × 500 m     |
| 1978               | Belgrado (Yugoslavia)     | Medalla de bronce | K2 500 m         |
| 1978               | Belgrado (Yugoslavia)     | Medalla de oro    | K2 1000 m        |
| 1979               | Duisburgo (RFA)           | Medalla de oro    | K2 500 m         |
| 1979               | Duisburgo (RFA)           | Medalla de bronce | K2 1000 m        |
| 1979               | Duisburgo (RFA)           | Medalla de plata  | K4 500 m         |
| 1982               | Belgrado (Yugoslavia)     | Medalla de oro    | K4 10 000 m      |
| 1983               | Tampere (Finlandia)       | Medalla de plata  | K4 500 m         |
| 1983               | Tampere (Finlandia)       | Medalla de bronce | K4 1000 m        |